# Relations entre le Japon et Taïwan

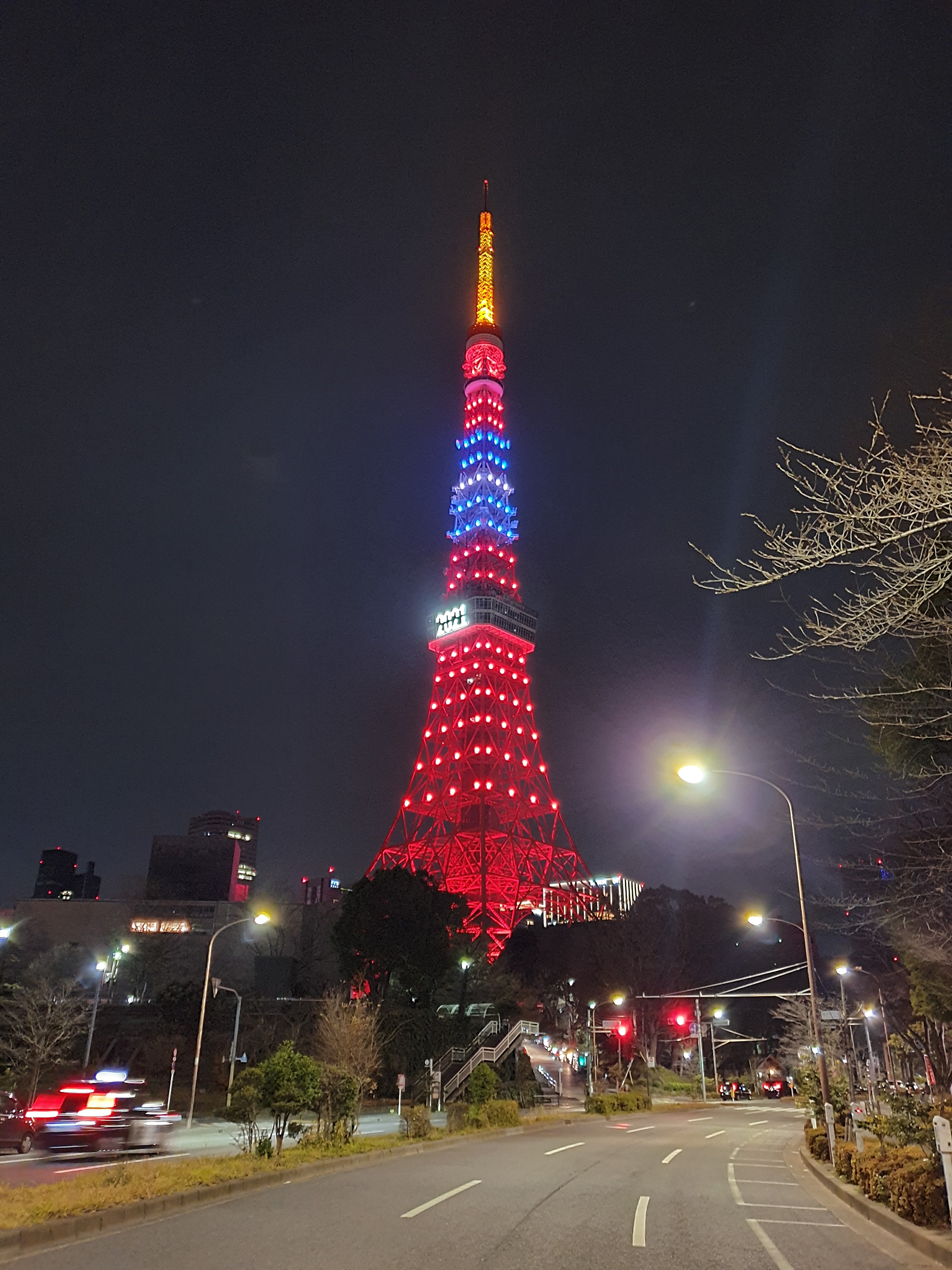
La Tour de Tokyo illuminée aux couleurs de Taïwan

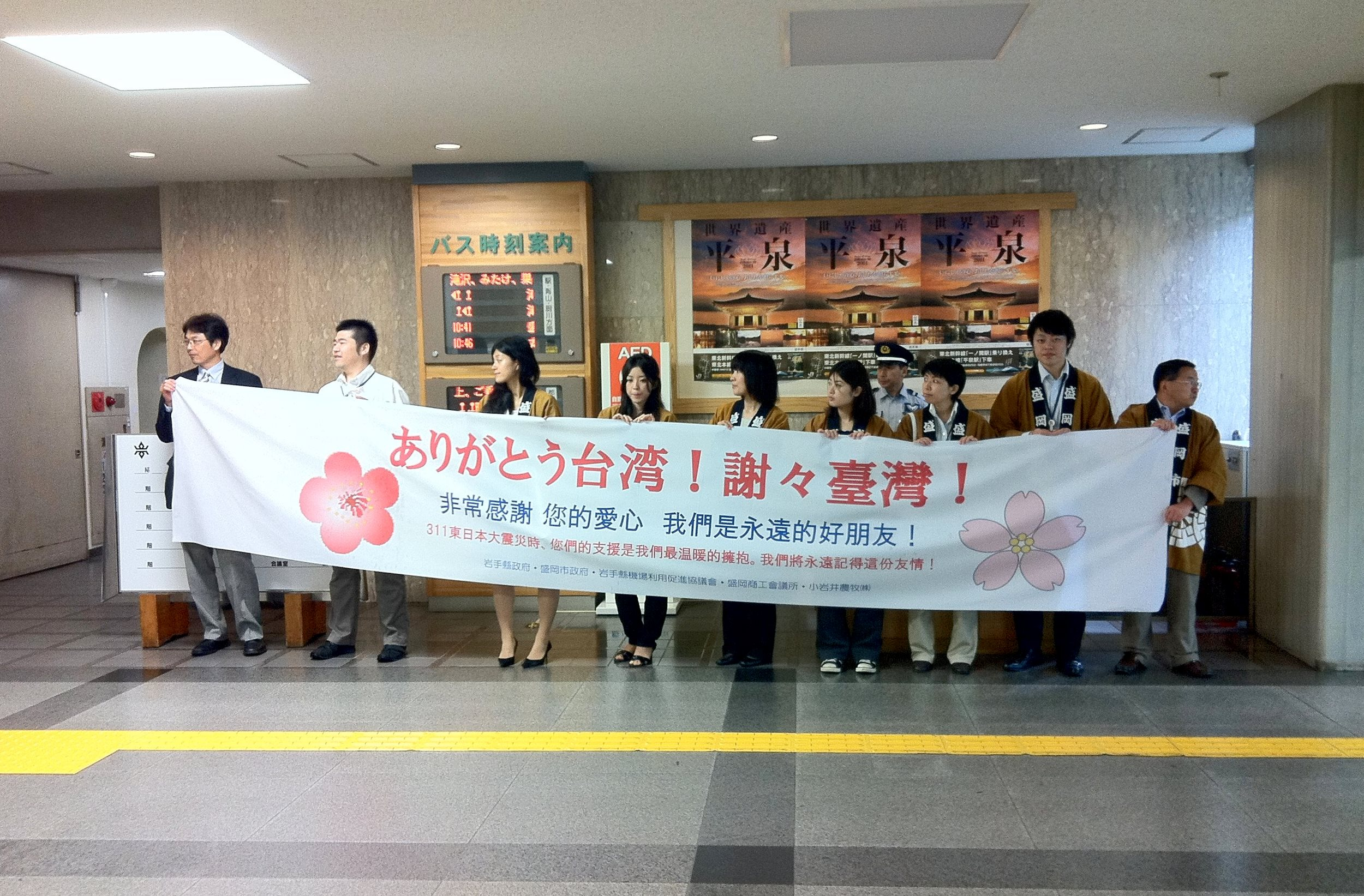
Remerciements à Taïwan d'un gouvernement local à la suite des tremblements de terre de 2011.

Les relations entre le Japon et Taïwan sont encadrées par le communiqué conjoint de 1972, repris dans le traité commun de 1978. Depuis lors, le Japon a maintenu des relations de travail non gouvernementales avec Taïwan puisque le Japon ne reconnaît pas la république de Chine, et emploie la dénomination neutre « Taïwan » à la place.

## Ouverture des relations
Entre 1895 et 1945, Taïwan est sous domination japonaise, en étant incorporé à l'empire du Japon à la suite de l'invasion japonaise de Taïwan. Après la reddition de celui-ci, le 2 septembre 1945, mettant un terme à la Seconde Guerre mondiale, le Japon est sous occupation américaine. Les relations diplomatiques entre les gouvernements du Japon et de Taïwan sont inaugurées après l'arrêt de l'occupation en 1952, avec l'entrée en application du traité de San Francisco. Le 28 avril 1952, un traité de paix, le traité de Taipei, est signé entre les deux États, le gouvernement japonais s'étant alors abstenu de reconnaître la république populaire de Chine.

## Communiqué conjoint
Peu après la visite du président américain Richard Nixon en république populaire de Chine de 1972 et la publication du Communiqué conjoint du gouvernement des États-Unis d'Amérique et de la république populaire de Chine, dit « Communiqué de Shanghaï (en) », au Japon, la majorité du Parti démocrate libéral de Kakuei Tanaka décide d'établir des relations diplomatiques officielles avec la RPC.
Comme condition préalable pour ouvrir des liens avec la RPC, le Japon abroge le traité de Taïpei avec le gouvernement non reconnu de Taïwan. Selon le Communiqué commun du gouvernement du Japon et du gouvernement de la république populaire de Chine de 1972, le gouvernement du Japon comprend parfaitement et respecte la position du gouvernement de la République populaire de Chine sur le fait que Taïwan est un territoire inaliénable de la République populaire de Chine, et maintient fermement sa position en vertu de l'article 8 de la Déclaration de Potsdam, qui énonce : « Les termes de la déclaration du Caire seront appliqués et la souveraineté japonaise sera limitée aux îles de Honshū, de Hokkaidō, de Kyūshū, de Shikoku et d'îles mineures que nous déterminons. »
Les deux pays gardent tout de même des liens non-gouvernementaux, entre autres par l'intermédiaire de l'Interchange Association, ambassade officieuse du Japon à Taïwan, et de l'Association of East Asian Relations, ambassade officieuse de Taïwan au Japon.
Les rapports et les principes énoncés dans le Communiqué conjoint de 1972 sont rappelés dans le traité de paix et d'amitié entre le Japon et la république populaire de Chine de 1978. Le Japon et la RPC ont accepté de continuer de se conformer au traité de 1978 lorsque Shinzo Abe a visité Pékin le 8 octobre 2006.

## Déclaration conjointe Japon-Chine de 1998
La déclaration conjointe Japon-Chine d'amitié et de coopération pour la paix et le développement de 1998 déclare « le Japon continue de maintenir sa position sur la question de Taïwan comme indiqué dans le communiqué conjoint du gouvernement du Japon et du gouvernement de la république populaire de Chine et réitère son accord sur le fait qu'il n'y a qu'une seule Chine. » Le Japon a réitéré qu'il maintiendrait ses échanges avec Taïwan sous forme de caractère privé et régional.

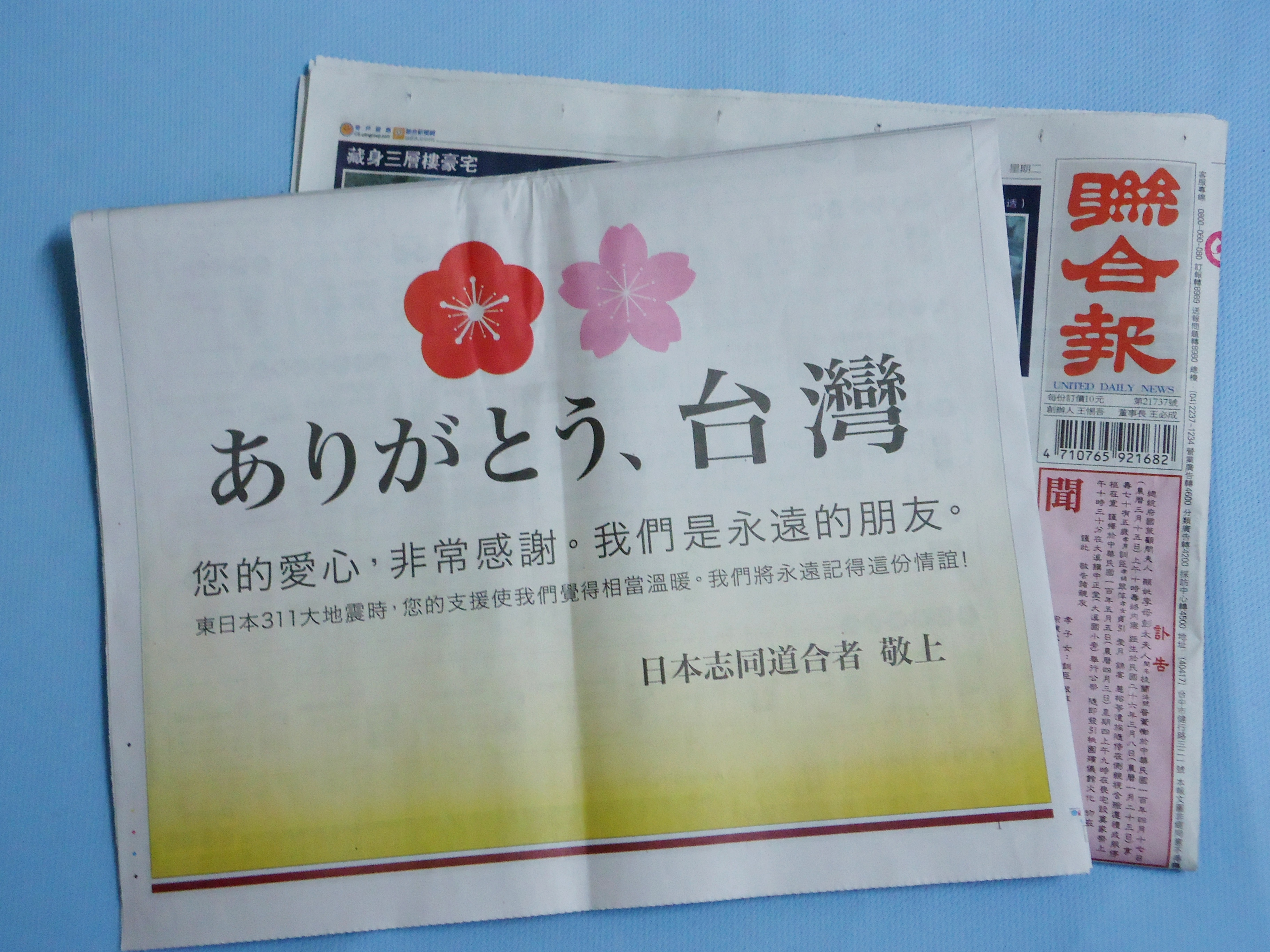
Remerciements des Japonais dans un journal taïwanais.

## Actions récentes
Les habitants de Taïwan sont considérés comme des étrangers, définis dans la loi sur le cas spécial de demande d'entrée des étrangers titulaires d'un passeport, et le Japon accorde des visas de 90 jours pour les passeports taïwanais. Cette règle est entrée en vigueur le 20 septembre 2005, en conformité avec un programme visant à attirer plus de touristes au Japon.
Durant une conférence de presse du 31 janvier 2006, l'attachée de presse adjointe Tomohiko Taniguchi a annoncé que, dans un discours de 2005, le ministre des Affaires étrangères Tarō Asō avait exprimé ses inquiétudes concernant la paix et la stabilité dans le détroit de Taïwan sur la base du communiqué conjoint Japon-Chine de 1972. L'annonce a réitéré la position du gouvernement japonais « […] que nous ne prenons pas une politique de deux Chines ou d'une Chine et d'une Taïwan. »
À la suite du séisme de 2011 de la côte Pacifique du Tōhoku, vingt milliards de yens de dons taïwanais sont parvenus au Japon.
Les fans du Japon à Taïwan sont appelés hari (哈日).